# Crisis económica en Chile de 1982
La crisis económica en Chile de 1982 tuvo lugar durante la dictadura militar encabezada por Augusto Pinochet, tras años de reformas económicas iniciadas desde principios de la dictadura militar. Aunque con impactos diversos, el plano económico y político sufrieron profundas transformaciones, siendo un reforzamiento del modelo de Chile (El PIB del país se redujo un 14,3 % y el desempleo aumentó al 23,7 %) y la reorganización opositora al régimen, respectivamente.

## Antecedentes

### Contexto internacional durante el transcurso de la crisis económica
La derivada de la segunda crisis del petróleo detonada en 1979 por la revolución Islámica en Irán y la subsecuente guerra Irán-Irak que tuvo lugar entre 1980 y 1988 influyeron en la economía mundial durante los años 80.
Chile, como escenario periférico del mundo occidental, se encontraba atravesando un momento de gran polarización política provocado por la Guerra Fría, un conflicto ideológico entre la Unión Soviética y los Estados Unidos. En este escenario, las sociedades latinoamericanas se encontraban en una profunda coyuntura interna. Por un lado, los movimientos comunistas de América Latina disfrutaron de un prestigio y una tolerancia excepcionales como consecuencia de su participación en los movimientos antifascistas, prestando el respeto de la Unión Soviética. Por otro lado, Estados Unidos intentaba consolidar a América Latina como un espacio de influencia sobre los territorios latinoamericanos.

### Contexto político y social de Chile en la pre-dictadura

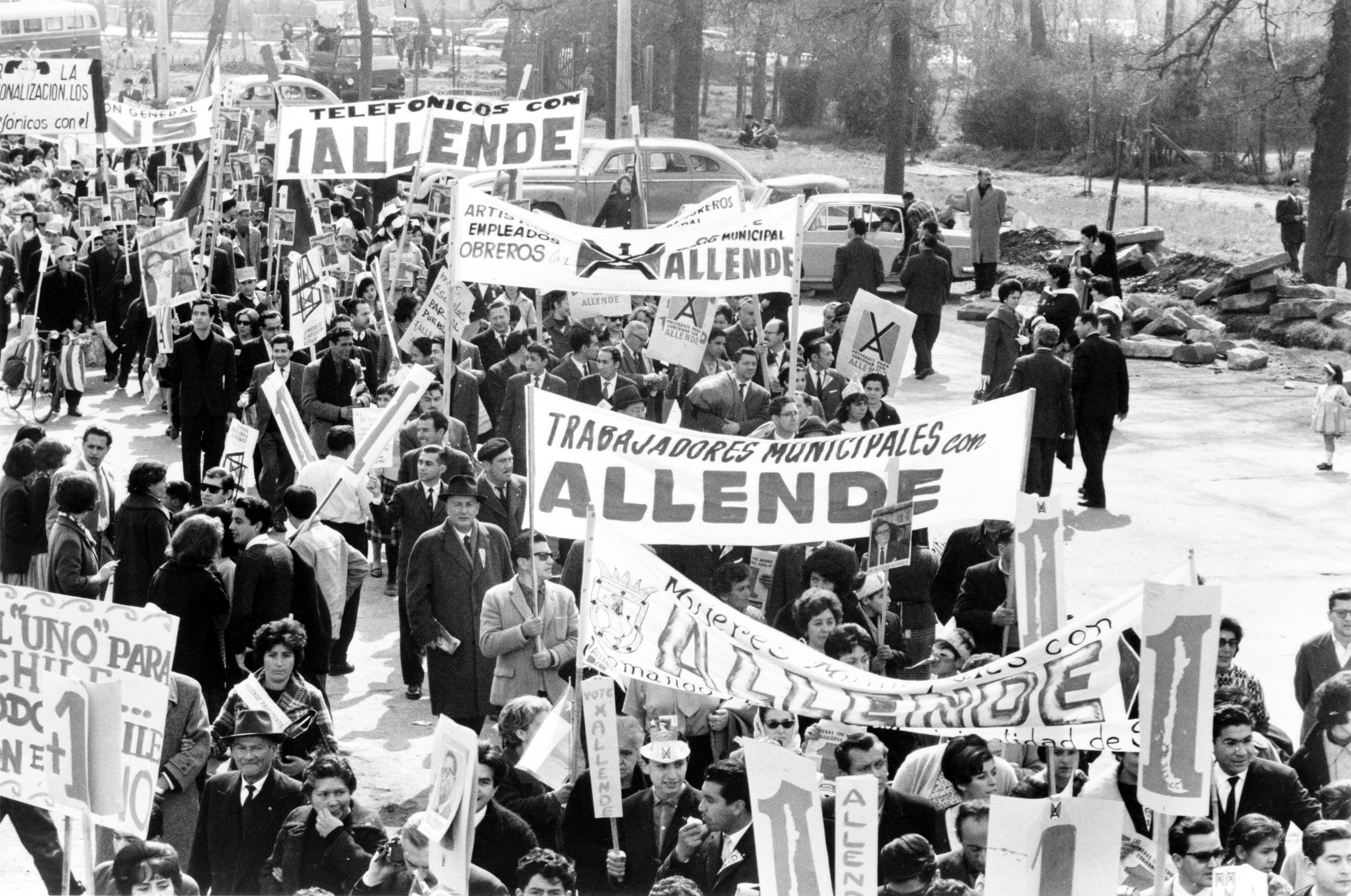
Bajo el gobierno de la Unidad Popular (1970-1973) se vivió la Crisis económica en Chile de 1973.

Según el historiador Mario Góngora, la época previa a la dictadura -involucrando a la misma-, fue una época de planificaciones globales o propuestas gubernamentales para resolver los asuntos macroeconómicos (inflación y deuda externa) y las presiones políticas internas de la sociedad chilena. Inicialmente, el gobierno de Jorge Alessandri Rodríguez (1958-1964) propuso una mirada liberal de la economía y de la política que, no obstante, el desorden económico y la radicalización política permitieron el ascenso de la Democracia Cristiana al poder. El proyecto político de la Revolución en Libertad fue el pilar del gobierno de Eduardo Frei Montalva (1964-1970), quien llegó a los sectores populares y rurales con una maquinaría electoral que superó a la derecha tradicional, lo que tras la victoria parlamentaria de 1965, implementando la promoción popular de la vivienda, la reforma agraria y la chilenización del cobre.

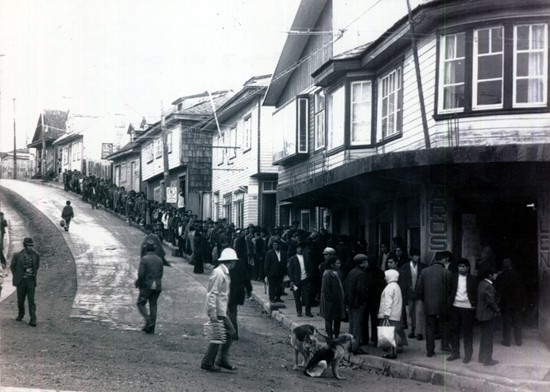
Colas debido al desabastecimiento de productos durante el gobierno de Salvador Allende en 1972.

A pesar de ello, la politización de los partidos y las bases electorales de la izquierda, más una rearticulación de la derecha bajo el Partido Nacional, llevaron al triunfo de Salvador Allende (1970-1973) en la elección presidencial de 1970, el proyecto de la vía chilena al socialismo permitió consolidar la nacionalización de la banca, la minería cuprífera y áreas sociales.
Esto generó el enojo de grupos de la élite conservadora, inversionistas extranjeros y militantes socialistas debido a la velocidad del proceso socialista en el ejecutivo, situación que decanto en el Golpe de Estado de 1973.

### Contexto socioeconómico de Chile antes de la crisis
Según la Sociedad de Naciones, Chile fue el país más afectado por la Gran Depresión. Después de varios años de éxito percibido por las economías de Europa occidental, la influencia del keynesianismo y la CEPAL ayudaron a diseminar ideas de desarrollo interno por toda Sudamérica, incluyendo Chile. El período seguidero de la crisis económica de 1929, el proceso de industrialización comenzó con la ampliación de la acción pública al crearse la CORFO en 1939 para modernizar la agricultura, la infraestructura y la industria, tanto básica como manufacturera. Entre 1939 y 1953, el proceso de industrialización nacional llevó a la creación de diversas empresas estatales en áreas claves como electricidad (ENDESA) y procesamiento de hidrocarburos (ENAP). Desde 1953 a 1964, comenzó un proceso de desestabilización económica, sobre todo en la inflación, convocando a la Misión Klein-Saks, que recomendaba liberalizar la economía. No obstante, los gobiernos de Jorge Alessandri, Eduardo Frei Montalva y Salvador Allende no llevaron a cabo esas reformas, generando un aumento de la relevancia de las empresas estatales.

## Desarrollo de la crisis económica

### Primera etapa (1973 a 1981): Las crisis de la organización económica

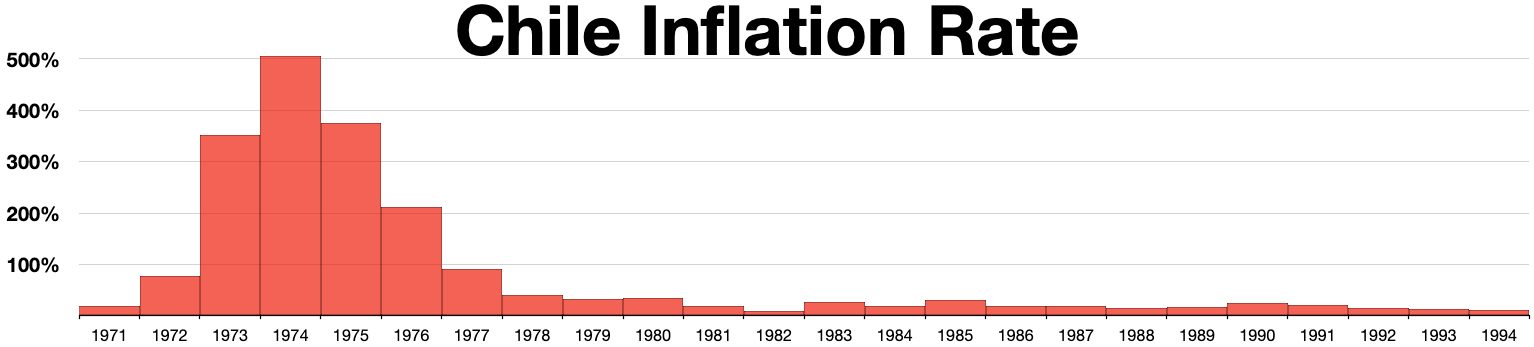
Tasa de inflación anual en Chile entre 1971 y 1994.

Como principales antecedentes de la crisis de 1982 pueden estimarse la sobre-evaluación del peso chileno (ayudado por la paridad de dicha moneda frente al dólar estadounidense, que se mantuvo en 39 pesos entre 1979 y 1982), las altas tasas de interés local y la crisis financiera generalizada en Latinoamérica de los años 80. Esto habría dificultado la inversión en actividades productivas; de hecho, en el período 1977-1982 la mayor parte del gasto en Chile giraba en torno al consumo de bienes y servicios. Entre 1973 y 1982, la deuda externa chilena aumentó de 3.500 a más de 17.000 millones de dólares.
No obstante dentro de dicho periodo de tiempo, ocurrió un control inflacionario iniciado bajo el gobierno de Salvador Allende. En septiembre de 1973, la inflación alcanzó un 286,4%, tocando su peak en abril de 1973 con 746,4% debido a la emisión monetaria provocada bajo la administración de la Unidad Popular; pero la inflación cayó hasta el 38,9% en diciembre de 1979. Para la regulación de la inflación, el gobierno optó por dos medidas:
- El control cambiario, alcanzó la paridad entre el dólar estadounidense y el peso chileno.
- Restricción crediticia de diversas entidades bancarias, aunque se mantuvieron diversas sanciones económicas debido a las sospechas de violaciones de DD.HH. por parte del régimen de la Junta Militar.[4]

Estas situaciones permitieron subir el nivel de consumo de los chilenos durante el quinquenio 1975 y 1980, aumentando los créditos bancarios por una especulación financiera y una primera fase de privatización.

### Segunda etapa (1982 a 1984): La gran crisis económica
De tal modo, en noviembre de 1981, dos bancos fueron intervenidos por el Estado, aduciendo que habían tomado riesgos excesivos. Estos fueron el Banco de Talca y el Banco Español-Chile, además del Banco Linares y el Banco de Fomento de Valparaíso debido a la inminente quiebra. A ello, se le sumaron las sociedades financieras Compañía General, Cash, Capitales y del Sur, que también fueron intervenidas. El Banco de Talca y el Español-Chile fueron nacionalizados mediante el reemplazo administrativo y despojando la propiedad a sus accionistas. Posteriormente, estos dos bancos fueron re-privatizados. El 30 de abril de 1982 fueron intervenidas otras 2 instituciones: el Banco Austral de Chile y el Banco de Fomento del Bío-Bío, siendo ambos liquidados y disueltos el 8 de julio del mismo año. Ante resultados negativos económicos en 1982, el 13 de enero de 1983, el Estado chileno realizó una masiva intervención de bancos, incluyendo al de Chile, de Santiago, Colocadora Nacional de Valores, Concepción e Internacional, junto con liquidar el Banco Unido de Fomento, el Banco Hipotecario de Chile y la Financiera Ciga.
El banquero Javier Vial, es responsabilizado por el gobierno de la crisis, y es enviado por el poder judicial a la cárcel Capuchinos entre noviembre de 1983 y julio de 1984, acusado de infringir la ley de bancos, a lo que este responde arrastrando a la cárcel a los exfuncionarios de gobierno Rolf Lüders y Boris Blanco.

### Tercer etapa (1984 a 1990): La segunda privatización
La salida de esta crisis estaba en manos de la dictadura militar, quien decidió confiar en Hernán Büchi como nuevo ministro de Hacienda para resolver la crisis.

## Consecuencias de la crisis económica

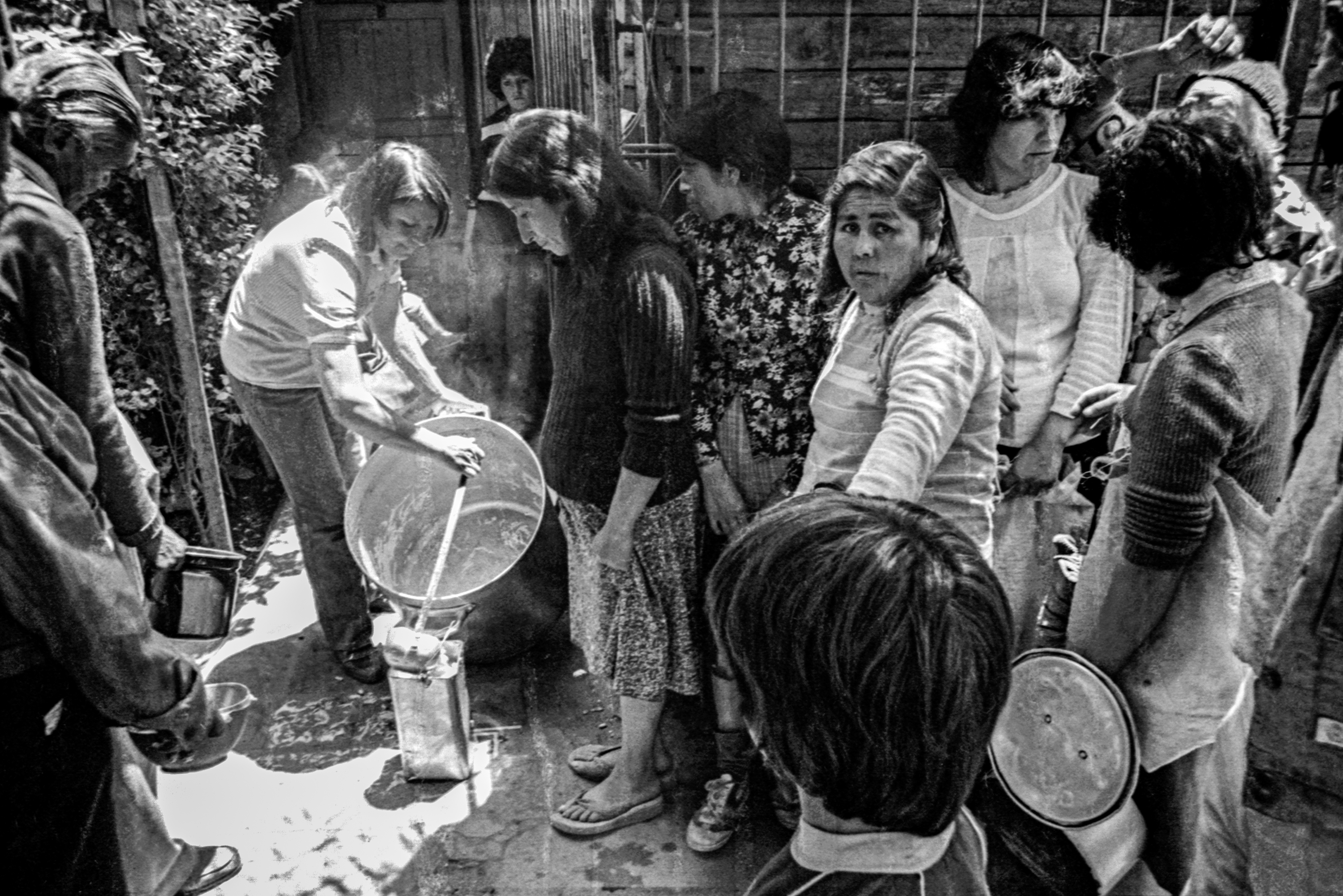
Olla común en la Población La Victoria en agosto de 1984. Fotografía de Paulo Slachevsky.

Las consecuencias de la crisis económica fueron relevantes para la dictadura de Pinochet y para la reconfiguración política y social del país. Desde un punto de vista desde la historia económica (es decir, la rama de la economía que estudia los procesos e impactos económicos en la historia), existieron dos bandos. Por un lado, existieron los partidarios de la política de libre mercado de la dictadura militar; quienes han sostenido que la crisis nació fuera de Chile y afectó a toda Latinoamérica en la llamada década perdida. Bajo otra perspectiva histórica, los historiadores materialistas (corriente histórica del marxismo) Gabriel Salazar y Julio Pinto han replicado que este tipo de crisis son debilidades inherentes a lo que ellos denominan el "modelo neoliberal". De esta forma podemos destacar principalmente tres consecuencias relevantes:
- Consecuencias políticas. La catastrófica crisis bancaria de 1982, el Estado tenía más control sobre la economía que el gobierno predecesor de la dictadura militar, y el crecimiento sostenido solo se produjo después de las reformas posteriores, mientras que los indicadores sociales seguían siendo deficitarios.[17] La crisis detonó además una ola de protestas contra la dictadura militar.[10]